# 等焓等压系综
等压等焓（constant-pressure，constant-enthalpy），简写为NPH，即表示具有确定的粒子数（N）、压强（P）、焓（H）。由于由于H =E+PV，故在该系综下进行模拟时要保持压力与焓值为固定，其调节技术的实现也有一定的难度，这种系综在实际的分子动力学模拟中已经很少遇到了。